# Салтыково (Рязанская область)
Салтыко́во (Салтыково-Буты, Спасские Буты) — село в Сасовском районе Рязанской области России. Входит в состав Придорожного сельского поселения.

## Географическое положение
Село находится в восточной части Сасовского района, в 53 км к востоку от райцентра на ручье Течера.
Ближайшие населённые пункты:

— деревня Грачёвка в 10 км к северу по асфальтированной и грунтовой дороге;

— деревня Каменка в 8 км к северо-востоку по асфальтированной дороге;

— посёлок Придорожный в 5 км к востоку по асфальтированной дороге;

— деревня Крутое в 4 км к югу по щебёнчатой дороге;

— деревня Шафторка в 9 км к юго-западу по асфальтированной дороге;

— деревня Новое в 5 км к западу по асфальтированной и грунтовой дороге;

— село Студенец в 5 км к северо-западу по асфальтированной дороге.
Ближайшая железнодорожная станция Пичкиряево в 12 км к северо-востоку по асфальтированной дороге и платформа 15 км в 2 км к северо-востоку.

## Природа

### Климат
Климат умеренно континентальный с умеренно жарким летом (средняя температура июля +19 °С) и относительно холодной зимой (средняя температура января −11 °С). Осадков выпадает около 600 мм в год.

### Рельеф
Высота над уровнем моря 135—160 м.

## История
Салтыково усадьба генерал-майора графа С.В. Салтыкова (1731-1800) с женой графиней М.И. Салтыковой (1751-1825). В конце XVIII столетия принадлежала действительному камергеру князю М.С. Гагарину. В середине XIX века московскому губернскому предводителю дворянства действительному статскому советнику князю Л.Н. Гагарину (1828-1868), женатому на А.И. Прихуновой (1830-1887). В конце XIX - начале XX века их племяннику князю Н.Н. Гагарину (1823-1902), женатому на графине Е.Н. Гурьевой (1825-1907).
В имении князя Н.Н. Гагарина было устроено образцовое хозяйство, занятое животноводством и лесоводством, работал винокуренный завод.
Сохранилась заброшенная церковь Сергия Радонежского 1760 года в стиле барокко, построенная графом С.В. Салтыковым.
В 1883 г. село Спасские Буты (Салтыково) входило в Салтыковскую волость Спасского уезда Тамбовской губернии. С 2004 г. и до настоящего времени входит в состав Придорожного сельского поселения. До этого момента входило в Салтыковский сельский округ.
В 1935 г. в селе родился Прикарев Федор Иванович, путешественник, мастер-ремесленник, основатель арт-терапии, создатель техники арт-гербариев, учредитель Ассоциации ремесленников Москвы 

## Население
| 1984 | 1989 | 2002 | 2010 |
| ---- | ---- | ---- | ---- |
| 540  | ↗691 | ↘630 | ↘516 |